# Alexandre René Gabriel de Terrasson de Montleau
Pour les articles homonymes, voir Terrasson.
Alexandre René Gabriel de Terrasson de Montleau, né le 13 mai 1773 à Angoulême et mort le 1er juillet 1842, est un homme politique français du début du XIXe siècle.

## Biographie
Issu d'une famille d'Angoulême, qui tient sa noblesse de la charge de maire et d'échevin de cette ville, qu'exercèrent plusieurs de ses membres au XVIe siècle et XVIIe siècle, il est le fils de Jean Terrasson, chevalier, seigneur de Montleau et de Julie Françoise de Verneuil, sa cousine.
Il fut page de Louis XVI et enseigne aux Gardes Françaises. Après avoir servi dans les armées du roi, il émigra en 1791 et revint en France sous le Consulat.

## Carrière politique
Maire de Saint-Estèphe et conseiller général de la Charente en 1804, il devint  président du même conseil général sous la Restauration. Il fut ensuite député de la Charente de 1824 à 1827.